# 전남직업능력개발원
전남직업능력개발원(全南職業能力開發院)은 호남지역(광주광역시, 전라남도, 전북특별자치도, 제주특별자치도) 내에 거주하는 장애인들의 직업능력 개발을 위한 직업교육 및 훈련을 실시하는 한국장애인고용공단 소속 직업훈련기관이다. 또한 전남직업능력개발원은 전라남도 함평군 함평읍 학동로 546(기각리 453-1)에 위치해 있다.

## 같이 보기
- 대구직업능력개발원
- 대전직업능력개발원
- 부산직업능력개발원
- 일산직업능력개발원